# アノーチャ・パンジョイ
アノーチャ・パンジョイ (Anocha Panjoy; タイ語: อโนชา ปันจ้อย; RTGS: Anocha Panchoi; 1955年7月12日 - ) は、1978年7月にポルトガル領マカオから北朝鮮の工作員によって拉致されたタイ王国国籍の女性。彼女の事件は、アメリカ人チャールズ・ジェンキンス（拉致被害者曽我ひとみの夫）と彼の家族が2004年（曽我ひとみは2002年）に解放されてから知られるようになった。

## 生い立ちと拉致
パンジョイは1955年、タイ北部のチエンマイ県 サンカムペーン郡の農村に生まれた。彼女の父ソム・パンジョイは朝鮮戦争の退役軍人であった。母は彼女が子どもの頃に亡くなり、姉もいたが夭逝した。父のソムは彼女の身に起こったことが何であったのかが明らかになる3か月前に死去した。
高校卒業後、彼女はバンコクに移り、さらによい仕事を求めてマカオ（当時はポルトガル領）に移り住んで、2〜3カ月、現地のホテルでマッサージセラピストとして働いていた。
1978年7月、彼女は地元の美容院に行くと友人に告げ、アパートを出た。チャールズ・ジェンキンスの The Reluctant Communist （消極的な共産主義者）と題する本には、パンジョイによって彼に語られた拉致の事実が記されている。パンジョイは「自称日本人」観光客の男をボートツアーに連れて行き、ガイドすることに同意した。7月2日、彼女は近くの海岸で待ち伏せされ、無理やりボートに乗せられて拉致され、北朝鮮に連行された。
チャールズ・ジェンキンスの日本入国後の証言では、パンジョイの勤務中、数人の客から、もう数日でマカオから日本に帰国するので一緒に写真を撮りに街に出てくれと頼まれ、上司にもそうするように命じられた。職務命令であるところから、パンジョイは客とともに外出した。数人の客は、昼間は海岸などで写真撮影をしていたが、夜になると急に彼女を襲い、縛り上げ、猿ぐつわをした上で、注射を打ち、彼女を深い草むらに放置したまま車でどこかに消え去った。1〜2時間経過すると、車が戻ってきて、どこからか連れてきた別の2, 3人とともに彼女を担ぎ上げ、丘を越えて農村を通過し、船に乗せた。農村を通過する時、彼女がうめき声をあげるので、連中は声を出せば殴って気絶させると脅した、と彼女は語っていたという。
アノーチャ・パンジョイは、乗せられた船は必ずしも大きくなかったと語っているが、いずれにしても、彼女は甲板の下の船室に放り込まれ、そこで2, 3日を過ごした。3日目には、洗濯のために着ていた服を脱がせられ、その翌日、船が北朝鮮の海岸に接岸した。アノーチャはそれがどこか分からなかったと述べていたが、ジェンキンスは清津港ではないかと考えている。

## 北朝鮮での生活
平壌に到着してすぐに、彼女はアメリカ人脱走兵のラリー・アレン・アブシャーと出会い、結婚した。1978年11月か12月頃のことであり、北朝鮮当局は、アブシャーにパンジョイとの同居を勧めたが、当初、アブシャーはどのような人をあてがわれるかを知らされておらず拒否していた。北朝鮮当局は、相手は外国人であり、きっと自身のためになると説得を続けたという。1980年、パンジョイと夫はジェンキンス・曽我ひとみ夫婦の住むアパートに転居し、家族同士仲良くなった。アブシャーは1983年に心臓発作で死去したが、その後もパンジョイとジェンキンス夫妻は親しく交際した。アブシャーとパンジョイのあいだには子がなかった。
パンジョイは、政府のために働いていた東ドイツ出身の工作員と結婚した1989年まで、ジェンキンス家の近くに住み続けた。曽我とジェンキンスがパンジョイを最後に見たのは、2度目の結婚式の直前のことである。パンジョイの再婚相手は、ヨーロッパに頻繁に出張していた。北朝鮮当局としては彼女の新しい夫となるドイツ人がどんな活動をしているか、ジェンキンスらに知られたくなかったのであり、同時にそのドイツ人の夫には脱走兵や拉致被害者の存在を知られたくなかったとみられる。ジェンキンスらは大学で英語を教えていたが、件のドイツ人は1回の出張が長期にわたり、パンジョイとその夫は語学教師をすることもあったが、その頻度は少なかった。
ジェンキンスは、パンジョイと会うたびに彼女がタイに帰り、家族と再会したがっていたことを証言している。

## 2000年以降の目撃情報
ジェンキンスが日本に向けて出発する直前の2003年、彼は北朝鮮当局者から、もし北朝鮮に残ることを選ぶならばパンジョイと一緒に暮らすことが許されると告げられた。これはジェンキンスに彼女がまだ生きていると確信させるものであった。  
ジェンキンスがテレビのインタビュー中に持っていたパンジョイの写真を示し、彼女の兄がその放送を見て写真の女性がパンジョイであることを認めた2005年まで、パンジョイの家族は彼女の状態に関する情報を何ら持ちあわせていなかった。彼女の家族は、彼女が少なくとも1989年までは生きていたと理解するや、すぐさま彼女を取り戻すべく救出活動を開始した。
2005年、パンジョイの兄は 「家族会」（北朝鮮による拉致被害者家族連絡会）の事務局次長である増元照明と面会した。アノーチャの兄スカム・パンジョイは、父の死後も、マカオで失踪した妹が生きていることをずっと信じていた。甥のバンジョン・パンジョイも父スカムの手紙を持参し、東京へ6度訪れている。
2006年、パンジョイの故郷に近いチエンマイでは、彼女の事件に注目してもらうための写真展を開催した。彼女の兄スカム・パンジョイは、「救う会」（北朝鮮に拉致された日本人を救出するための全国協議会、NARKN）とワシントンD.C.拉致連絡会（Rescuing Abductees Center for Hope、ReACH）の支援を受けて、妹に向けた公開書簡を書いた。 　　　　　　　
2011年12月に金正日が死去した。これにより、国家間の交渉が進展するのではないかという希望的観測もかつては存在した。1977年に北朝鮮の工作員たちに対し「マグジャビ」（手当たり次第）に外国人を誘拐するよう命じた人物こそ金正日だったからである。
アノーチャ・パンジョイは北朝鮮工作員によって拉致されたのに、当の北朝鮮は彼女が自国の国内にいたことを否定している。北朝鮮はまた、日本から以外のどの国の国民の拉致も認めていないのである。